# Jean Godard (sculpteur)
Pour les articles homonymes, voir Jean Godard et Godard.
Jean Godard, né à Grez-Doiceau en 1921 et mort à Watermael-Boitsfort en 1967, est un sculpteur et un peintre belge.

## Biographie
S’il est né à Grez-Doiceau, en 1921, Jean Godard le doit au hasard de l'affectation de son père, gendarme dans ce village du Brabant wallon. Néanmoins, les Godard sont de Meix-le-Tige entre Arlon et Virton et la maison familiale que le père (Alphonse) y fait construire en 1928 restera un point d’ancrage, même lorsque Jean s'établit à Bruxelles-Ixelles en 1946, puis Watermael-Boitsfort en 1956, où il est professeur de sculpture à l’Académie communale des Beaux-Arts à partir du début des années 1960.
Il s'initie à la peinture auprès de Paul Breyer (1905-1968) à l'Académie des Beaux-Arts d'Arlon. Il y côtoie les peintres Roger Greisch (1917-1999), Paul Schrobiltgen (1923-1980) et Paul Antoine (1922-2010) et expose avec eux à Arlon pendant la guerre. Une première toile "Meix-le-Tige en hiver" date de 1942 et a appartenu à Henri Jacob (futur fondateur du Musée gaumais à Virton), qui fut une sorte de père spirituel.
Il se forme ensuite à la sculpture en autodidacte. Un premier portrait-masque funéraire de sa mère date de 1943.
Il fait plusieurs voyages d'étude à Trèves, Paris, Munich, Vienne où il rencontre des sculpteurs. Il se laisse bercer par l’influence de Ossip Zadkine (1890-1967), Alicia Penalba (1913-1982), Fritz Wotruba (1907-1975) et Oscar Jespers (1887-1970) quand la sculpture, en particulier murale, devient son engagement principal. 
En 1954-55, sa sculpture "La Dryade" donne son nom et une image de couverture à la revue éponyme fondée à Virton par Georges Bouillon. 
En 1958, il réalise une fresque monumentale "La route du papier" pour le palais des Arts graphiques à l'Exposition universelle de Bruxelles. 
Il travaille la pierre et le bois d'abord « dans une figuration classique de tendance expressionniste, ensuite dans une manière abstraite de type informel ».
Aux Papeteries de Genval il travaille comme sérigraphiste au studio qui assure la production et l'adaptation des motifs de couvre-mur et de couvre-sol.
Occasionnellement il réalise des travaux décoratifs, comme par exemple "le Maca" pour la Ville de Wavre (1962) et des portraits comme par exemple les médaillons de Pierre Nothomb et de Louis Hissette pour l'Académie luxembourgeoise.
Sa vocation inaugurale de caricaturiste a laissé des traces de dessins aux athénées de Virton puis d'Arlon (jusqu'en 1940). Elle revit occasionnellement avec un grand calendrier anniversaire du personnel des Papeteries de Genval.
Au début des années 1960, il privilégie les œuvres de construction en plâtre armé puis en acier.    
Un arrêt cardiaque l’emporte soudainement en 1967.

## Œuvres dans l'espace public
- Haut-relief en béton et mosaïques pour les Services techniques provinciaux, à Arlon (circa 1956-60)
- "Saint Hadelin" pour l'église de Maissin (Belgique-prov. de Luxembourg) (circa 1960) - voir illu pour Maissin dans Wikipedia
- Plaque commémorative d' Édouard Ned (1955) à Châtillon, (commune de Saint-Léger).
- Le « Maca » (1962), commande décorative pour et devant l'hôtel de ville de Wavre.
- "Saint François-Xavier" (1965) pour l'église de Bourgeois-Rixensart.
- « Couple » (1966) Places des Arcades à Watermael-Boitsfort (Bruxelles)[4].
- Haut-relief en pierre blanche (savonnière) pour un Ossuaire de regroupement d'une douzaine de communes dont les cimetières ont été recouverts par un lac de barrage (Les Bulles, et al).